# Petar Tomasevic
Petar Tomašević (né le 2 janvier 1989 à Kotor) est un joueur français de water-polo.
Il évolue en club à l'Olympic Nice Natation après avoir notamment été champion de France en 2011 avec le CN Marseille. Il est aussi membre de l'équipe de France de water-polo masculin depuis 2014.